# Estación de Marxalenes
Marxalenes es una estación de la línea 4 de Metrovalencia. Fue inaugurada el 21 de mayo de 1994. Se encuentra en la calle Periodista Llorente en la intersección con la calle San Pancracio.

## Origen
La originaria estación de ferrocarriles se encuentra en el barrio de Marxalenes de Valencia, justo en el extremo oeste del parque homónimo, en la calle Reus en la intersección con la alquería de Barrinto, actualmente Biblioteca Municipal Joanot Martorell. 

"La originaria estación de Marchalenes fue construida en 1887, bajo la dirección del ingeniero don Alejandro Barber, que con algunas variantes, resultó una replica de la estación del Cabañal. En la actualidad, reformada y utilizada como centro de descapacitados,no mantiene ningún parecido con el originario edificio. La estaçioneta de Marchalenes, fue la primera en construirse en el área metropolitana de Valencia y por lo tanto por esta estación discurria todo el tránsito y trasiego, que posteriórmente se trasladó a la estación del Pont de Fusta".

Viñals Cebriá, Juan B. (2000). Marchalenes Huerta y Marjales. Antiguo Arrabal de Extramuros de la Ciudad de Valencia. nºV-14209. Valencia.

## Imágenes

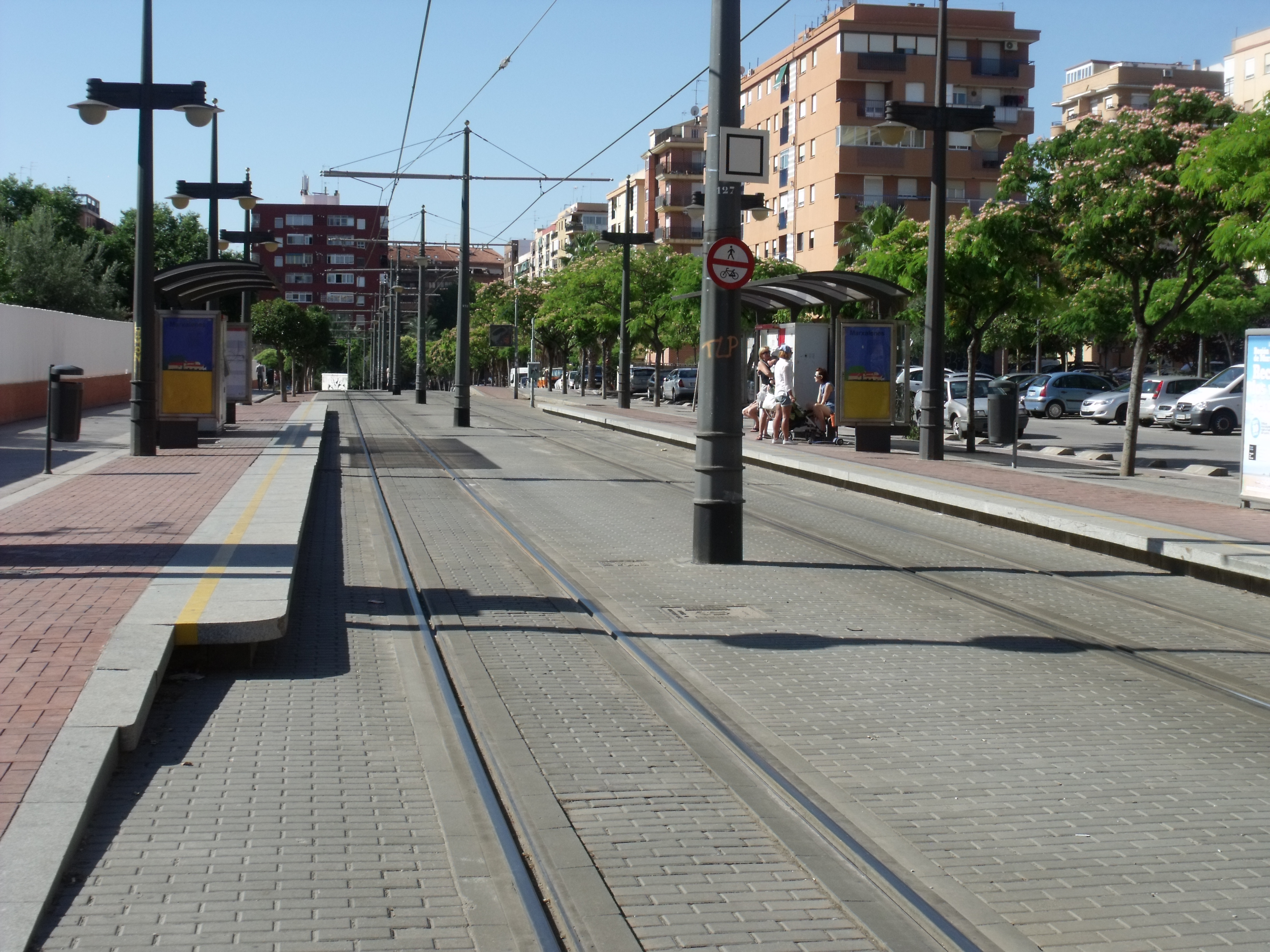
Parada de tranvías de Marchalenes.
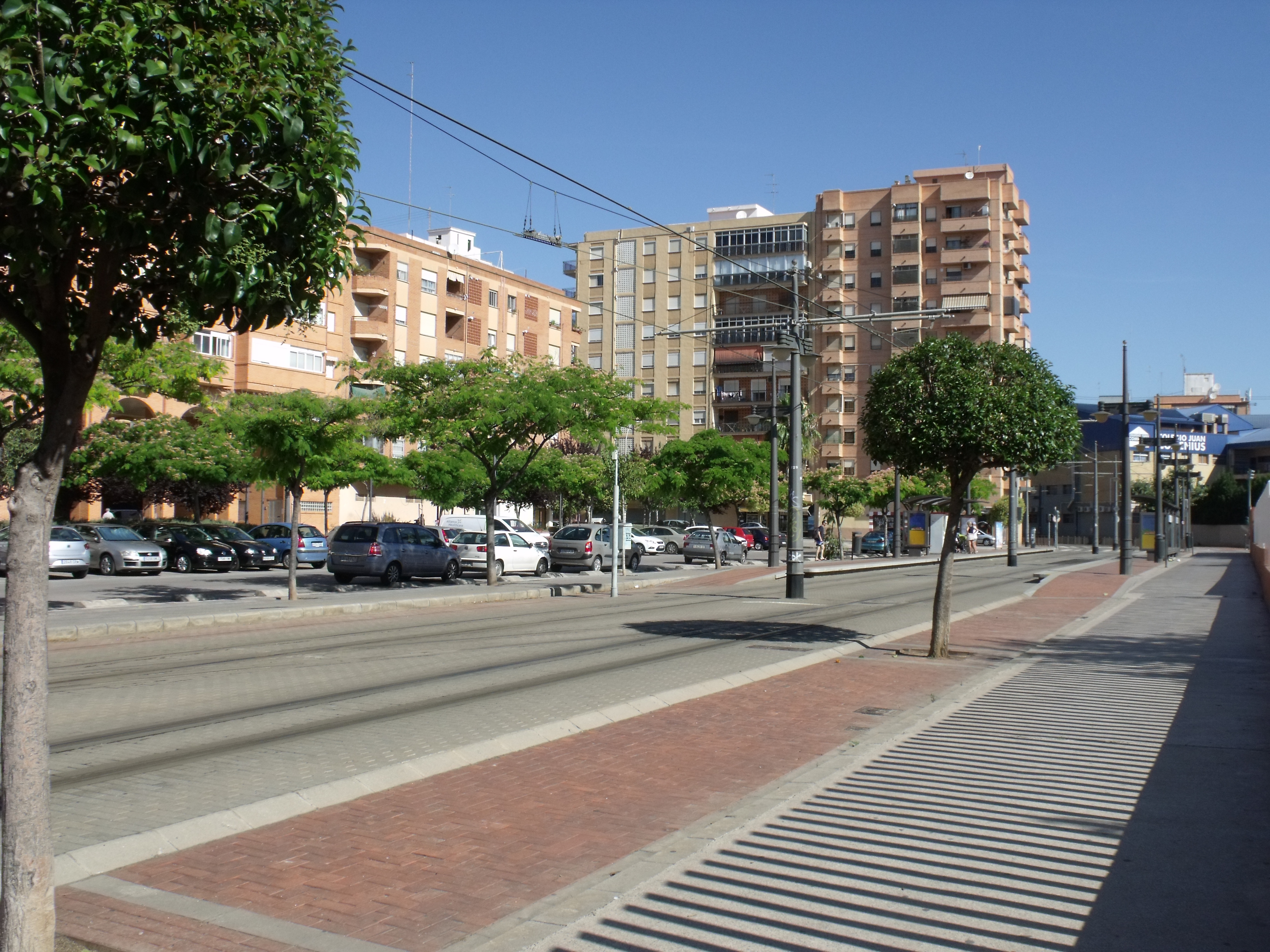
Vista desde el sur.
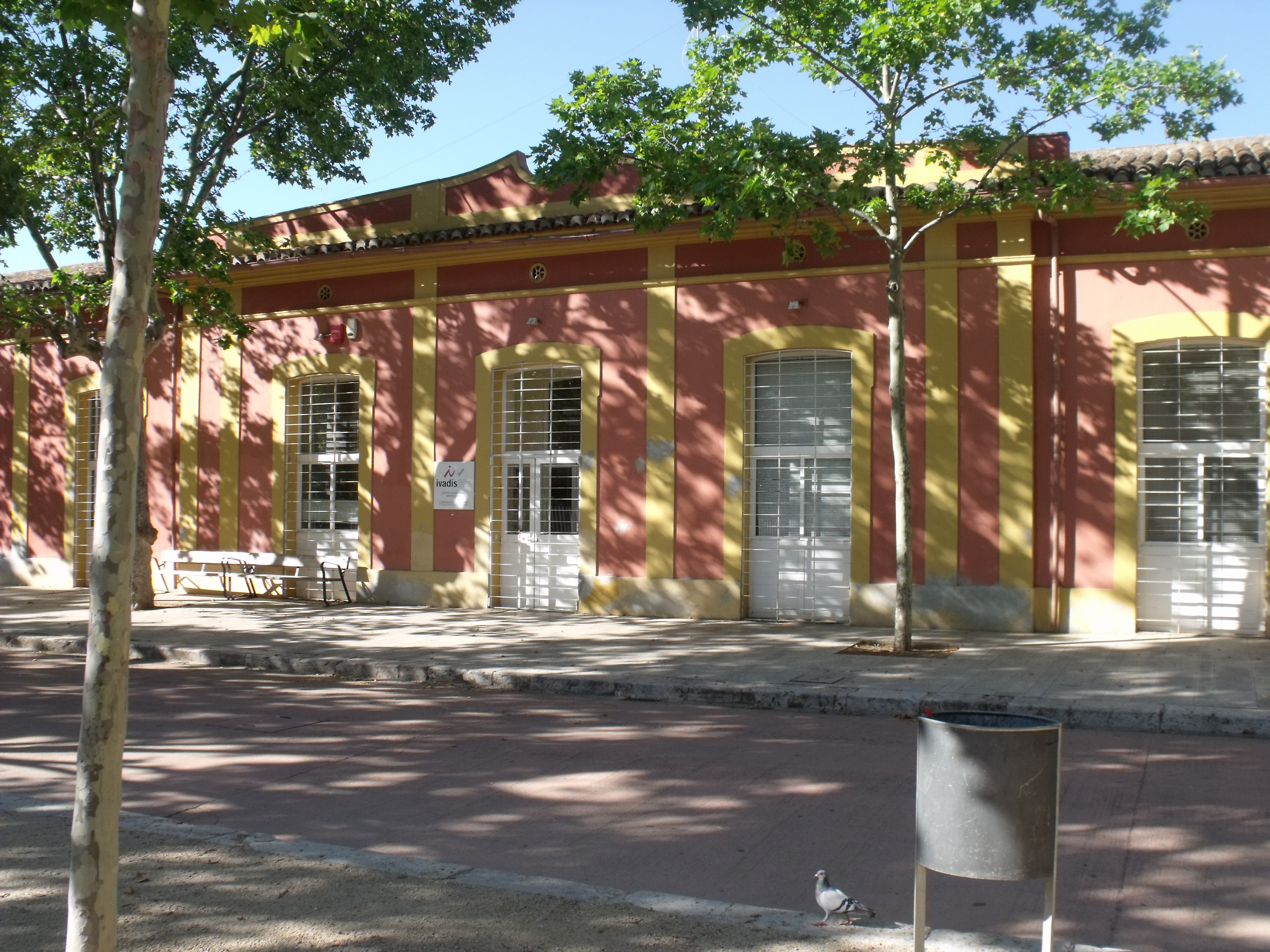
Antigua estación.